# Oliena

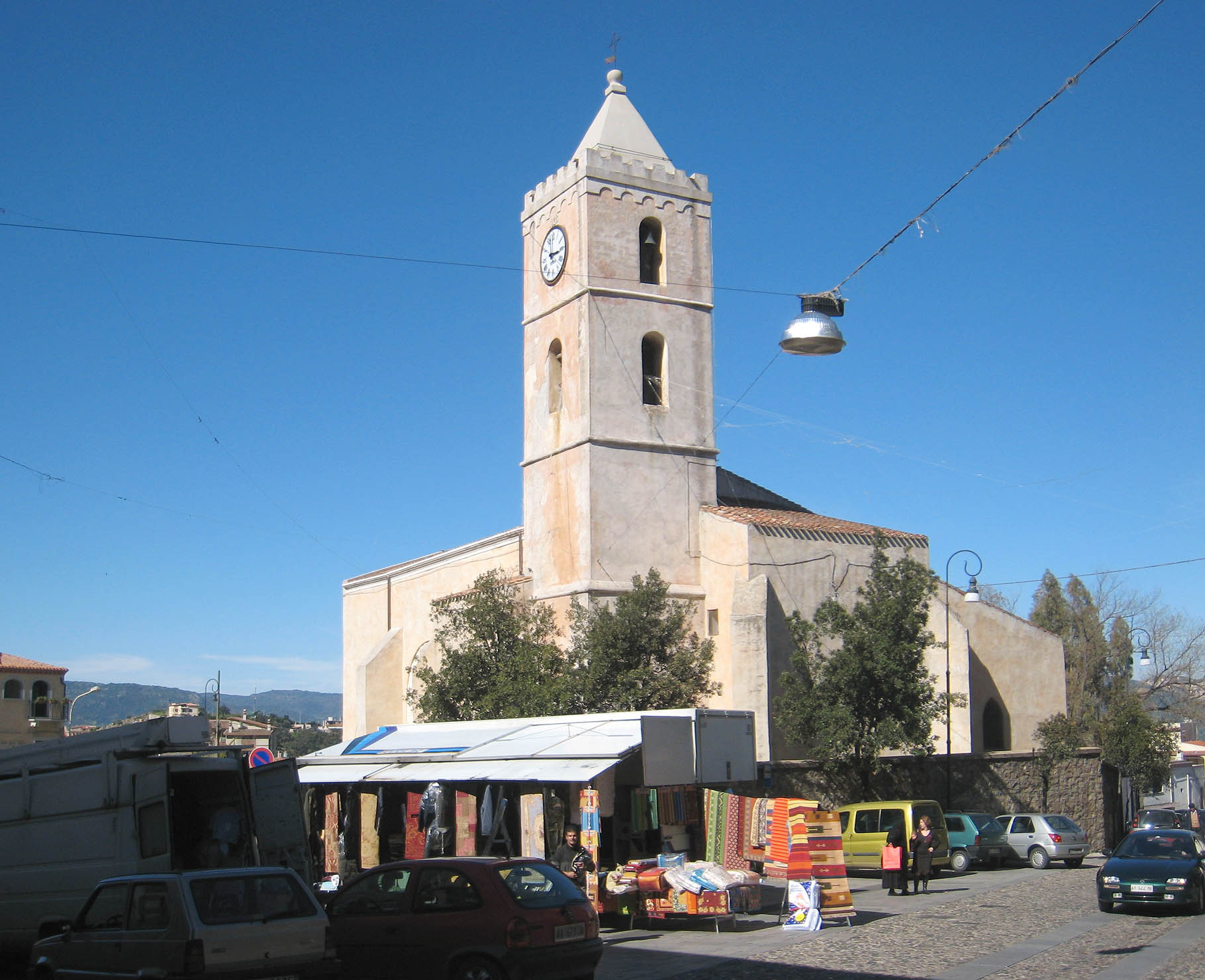
kościół Santa Maria w Olienie

Oliena (sard. Ulìana) – miejscowość i gmina we Włoszech, w regionie Sardynia, w prowincji Nuoro.
Według danych na rok 2020 gminę zamieszkiwało 6850 osób, 41 os./km². Graniczy z Dorgali, Nuoro i Orgosolo.